# Троїцьк (Єльцовський район)
Тро́їцьк (рос. Троицк) — селище у складі Єльцовського району Алтайського краю, Росія. Входить до складу Пуштулімської сільської ради.

## Населення
Населення — 25 осіб (2010; 58 у 2002).
Національний склад (станом на 2002 рік):
- росіяни — 100 %